# 多爾蒂鎮區 (愛荷華州塞羅戈多縣)
多爾蒂鎮區（英語：Dougherty Township）是位於美國愛荷華州塞羅戈多縣的一個行政鎮區。

## 地方資料
根據2010年美國人口普查的數據，多爾蒂鎮區的面積為93.14平方千米，當中陸地面積為93.14平方千米，而水域面積為0.00平方千米。當地共有人口275人，而人口密度為每平方千米2.95人。